# دانيال إغان
دانيال إغان (بالإنجليزية: Danielle Egan)‏ هي لاعبة كرة قدم أمريكية، ولدت في 28 أغسطس 1973 في ويست إسليب في الولايات المتحدة. شاركت مع منتخب الولايات المتحدة لكرة القدم للسيدات.